# Centro de Informações do Parque Jasper
O Centro de Informações do Parque Jasper, Sítio Histórico Nacional, localizado no Parque Nacional Jasper, Alberta, Canadá, é o principal centro de contato com os visitantes do parque. Situado na área urbana de Jasper, foi construído como prédio administrativo do parque entre 1913 e 1914, e tornou-se o centro de contato com os visitantes em 1972. Está localizado no Parque Athabasca, que não está incluído na designação de Sítio Histórico Nacional.
O Centro de Informações foi um dos primeiros edifícios de estilo rústico a ser construído em um parque nacional canadense. Concebido pelo superintendente do parque, tenente-coronel Maynard Rogers, e projetado pelo arquiteto de Edmonton, A.M. Calderon, incorpora materiais e técnicas de construção locais. O design é único. Não há duas janelas ou portas iguais, e os diferentes picos do telhado foram pensados para lembrar o visitante das montanhas ao redor.
Em sua construção, era um edifício multifuncional. O térreo abrigava a residência do superintendente do parque e o escritório administrativo do parque. No andar superior, havia uma biblioteca, um pequeno museu e uma sala de desenho. O subsolo abrigava uma incubadora de peixes. O edifício servia como ponto de referência para os passageiros que chegavam dos trens da linha ferroviária da Canadian National que atravessa o parque. O prédio administrativo foi o protótipo para futuras construções na área urbana de Jasper e influenciou os projetos de construção em todo o sistema de parques canadenses.
Em 1936, uma residência separada foi construída para o superintendente. A incubadora de peixes mudou-se em 1941 para um local próximo à confluência dos rios Athabasca e Maligne.  O primeiro centro de informações do parque foi construído em 1949, próximo à linha da Canadian National, em frente ao prédio principal. Em 1972, o centro de informações mudou-se para a antiga sede. Em 1988, o Centro de Informações do Parque Jasper foi designado como Classified Federal Heritage Building e, em 1992, foi designado como Sítio Histórico Nacional. O andar superior é usado como espaço de escritórios.